# レプティス・マグナ

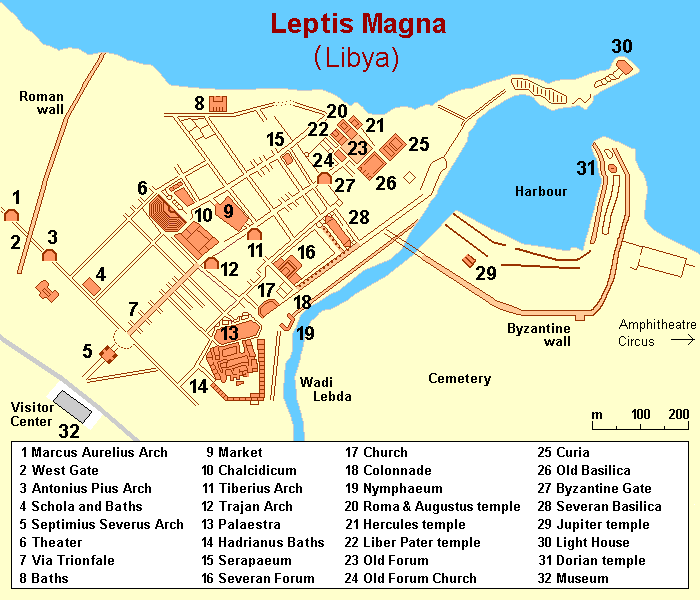
レプティス・マグナの遺跡の各位置

レプティス・マグナは、リビアの首都トリポリの東130kmに位置するアル＝フムス市にある古代ローマ時代の傑出した都市遺跡。トリポリタニアの三都のひとつであったと同時に、アフリカ初のローマ皇帝セプティミウス・セウェルスを輩出した都市として知られ、その治世に絶頂期を迎えた。「マグナ」は「偉大な」という意味だが、チュニジアにもレプティスという町があったことから、区別するために付加されていた。
北アフリカ屈指のローマ都市遺跡として、1982年にはユネスコの世界遺産に登録された。

## 歴史
この都市は紀元前4世紀にカルタゴが地中海の一大勢力となるまで無名だったが、元々紀元前1100年頃にフェニキア人の入植者が建造したようである。実質的に紀元前200年頃から独立してはいたが、紀元前146年の第三次ポエニ戦争終結までは名義上カルタゴ領に属し、以降は共和政ローマ領となった。
名目的な支配は帝政ローマのティベリウス帝の時代まで続いたが、そのときに公式にアフリカ属州の一部として帝国領に編入された。程なくして、アフリカ属州の中心都市のひとつでもあり主要交易拠点ともなる都市に成長した。
レプティスの絶頂は、この町の出身者セプティミウス・セウェルスがアフリカ出身で初のローマ皇帝となった西暦193年に訪れた。彼が全ての属州の都市のなかでレプティスを最優遇し、惜しげもなく財を投入し、建築事業を推進した結果、レプティスはカルタゴ、アレキサンドリアに次ぐアフリカ第三の大都市となったのである。205年に、セプティミウス・セウェルスとその一族がこの町を訪れたときには、盛大な喝采を送られた。
しかし、交易が急激に減少した「3世紀の危機」を通じて、レプティスも没落し、都市の大半は廃れてしまった。テオドシウス1世の治世に小規模な再興が行われはした。
439年には、トリポリタニアの残りとレプティスは、西ローマ帝国からカルタゴを奪って拠点としたヴァンダル族の王ガイセリックの支配下に置かれた。レプティス・マグナの歴史にとっては不幸なことに、住民がヴァンダルの支配に反抗する意志を喪失するようにと、ガイセリックは都市の防御力の低下のために城壁の破壊を命じた。しかし、これはレプティスの住民にとってもヴァンダルの支配層にとっても、重い代償を払うことにつながった。523年にベルベル人が容易に侵攻し、都市を略奪したからである。
10年後にベリサリウスがローマの名の下にレプティスを奪還し、534年にはヴァンダル王国を滅ぼした。レプティスは、東ローマ帝国の属州の州都のひとつになったが、ベルベル人の破壊から立ち直り、往時の繁栄を取り戻すには至らなかった。アラブ人がトリポリタニアを征服する650年代までに、東ローマ軍の駐屯地を除いて、都市は廃れてしまっていた。
ほどなくして砂に埋もれてしまい、1921年になって再発見された。今日、レプティス・マグナの遺跡は、北アフリカにおけるローマ都市遺跡の中でも屈指の印象深さを誇るものとして佇んでいる。

## 新たな発見
2005年6月に、湾岸部の調査を行っていたハンブルク大学の考古学者たちは、西暦1世紀から2世紀頃のものと思われる長さ9mほどの5つのモザイク画を公表した。そこには際立って鮮明な形で、シカと戦う戦士、野牛と戦う四人の男、殺した相手に目を向ける疲れきった剣闘士などが描かれていた。それらのモザイクは、レプティス・マグナのワジ・レブダにあるローマ式別荘内にあった、浴場の滝つぼの壁を飾っていたものだった。
これらのモザイクは2000年に発見されていたのだが、盗掘を恐れて秘密にされていた。現在は、レプティス・マグナの博物館に展示されている。

## 世界遺産

### 登録基準
この世界遺産は世界遺産登録基準のうち、以下の条件を満たし、登録された（以下の基準は世界遺産センター公表の登録基準からの翻訳、引用である）。
- (1) 人類の創造的才能を表現する傑作。
- (2) ある期間を通じてまたはある文化圏において、建築、技術、記念碑的芸術、都市計画、景観デザインの発展に関し、人類の価値の重要な交流を示すもの。
- (3) 現存するまたは消滅した文化的伝統または文明の、唯一のまたは少なくとも稀な証拠。

### 危機遺産
2016年の第40回世界遺産委員会では、リビア国内の衝突による損壊および今後引き起こされるさらなる損壊への懸念から、本物件を含め、その時点で登録されているリビアの世界遺産5件全てが危機にさらされている世界遺産（危機遺産）リストに登録された。

## ギャラリー

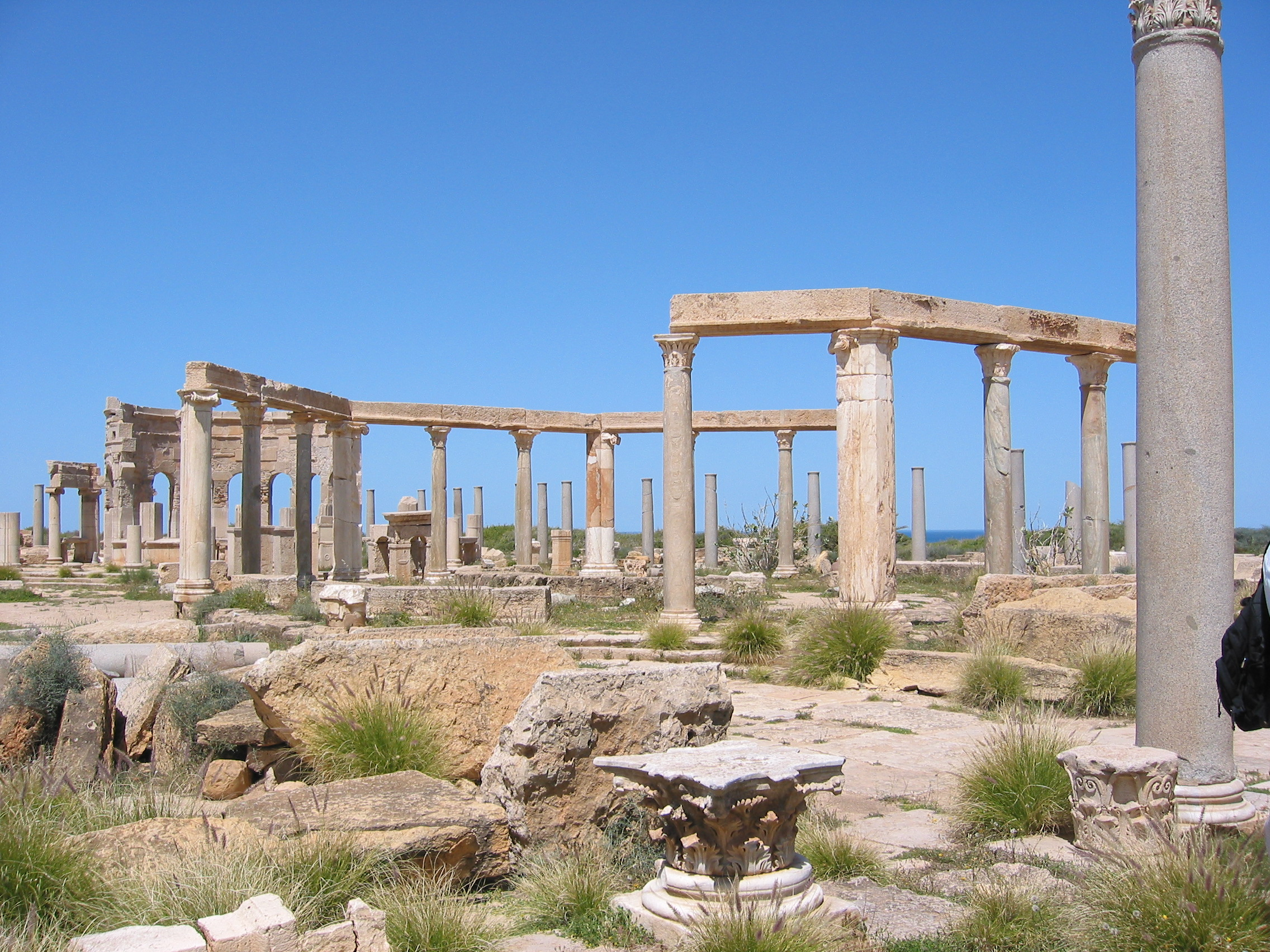
市場跡
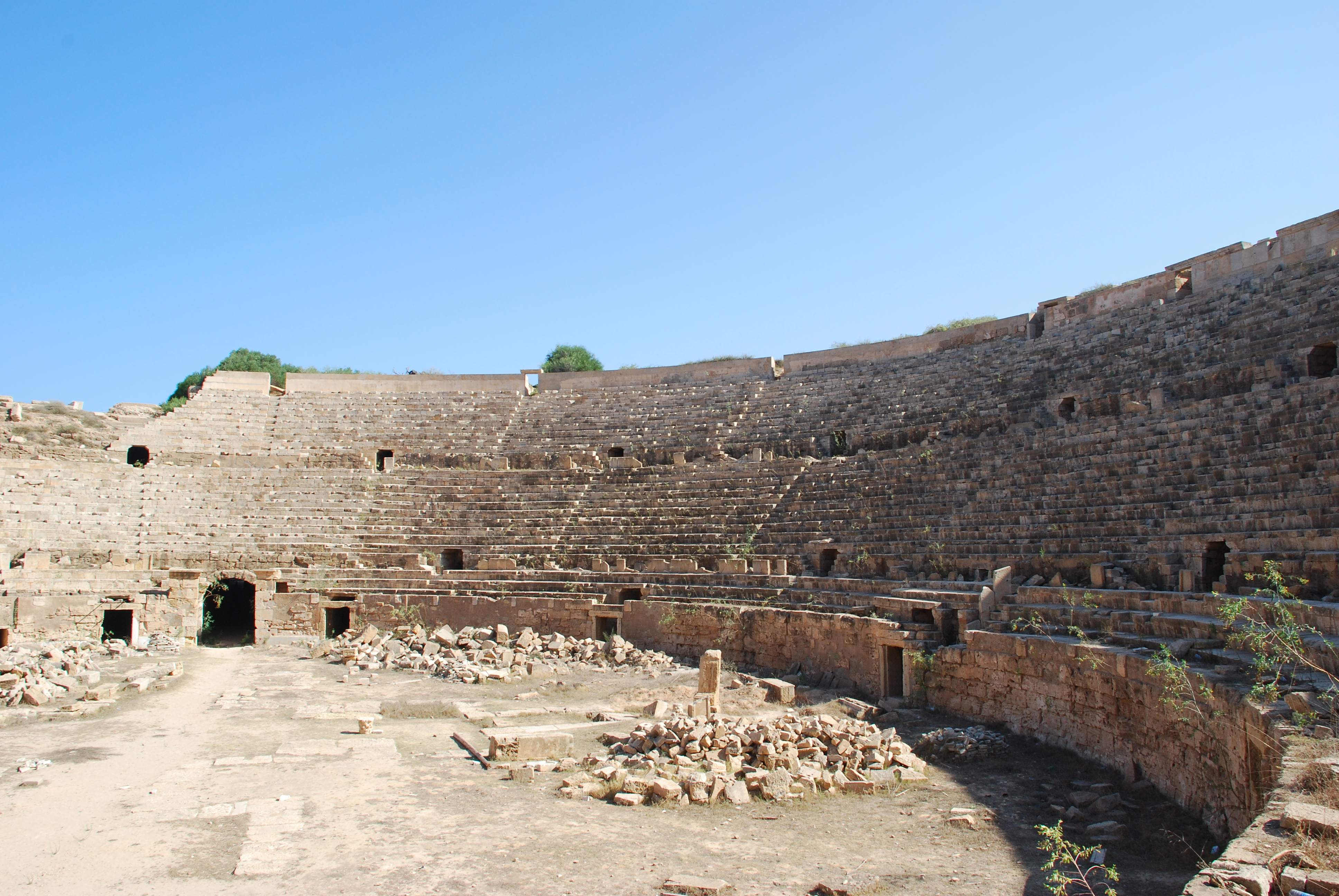
円形演技場
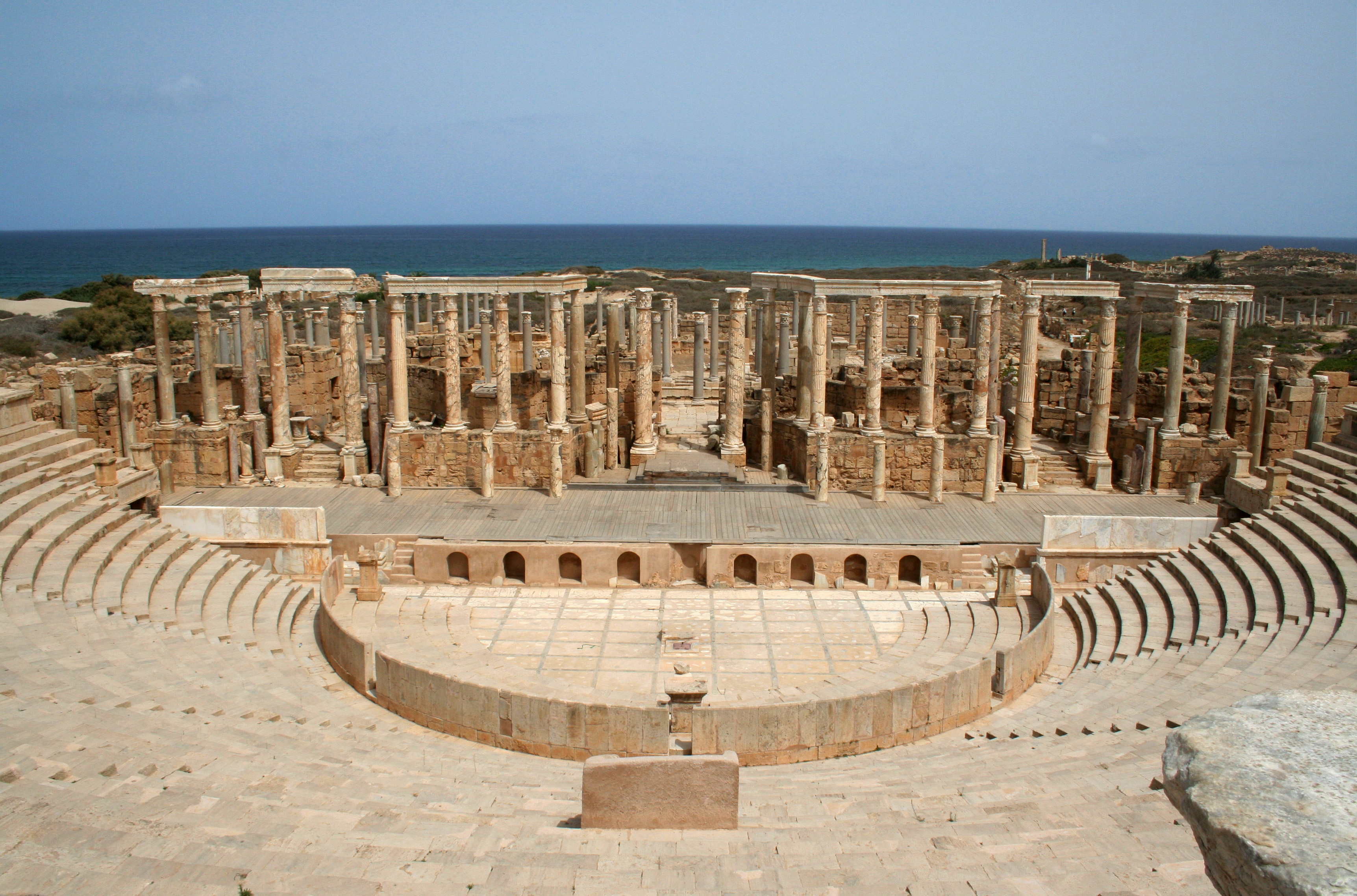
古代ローマ式の劇場
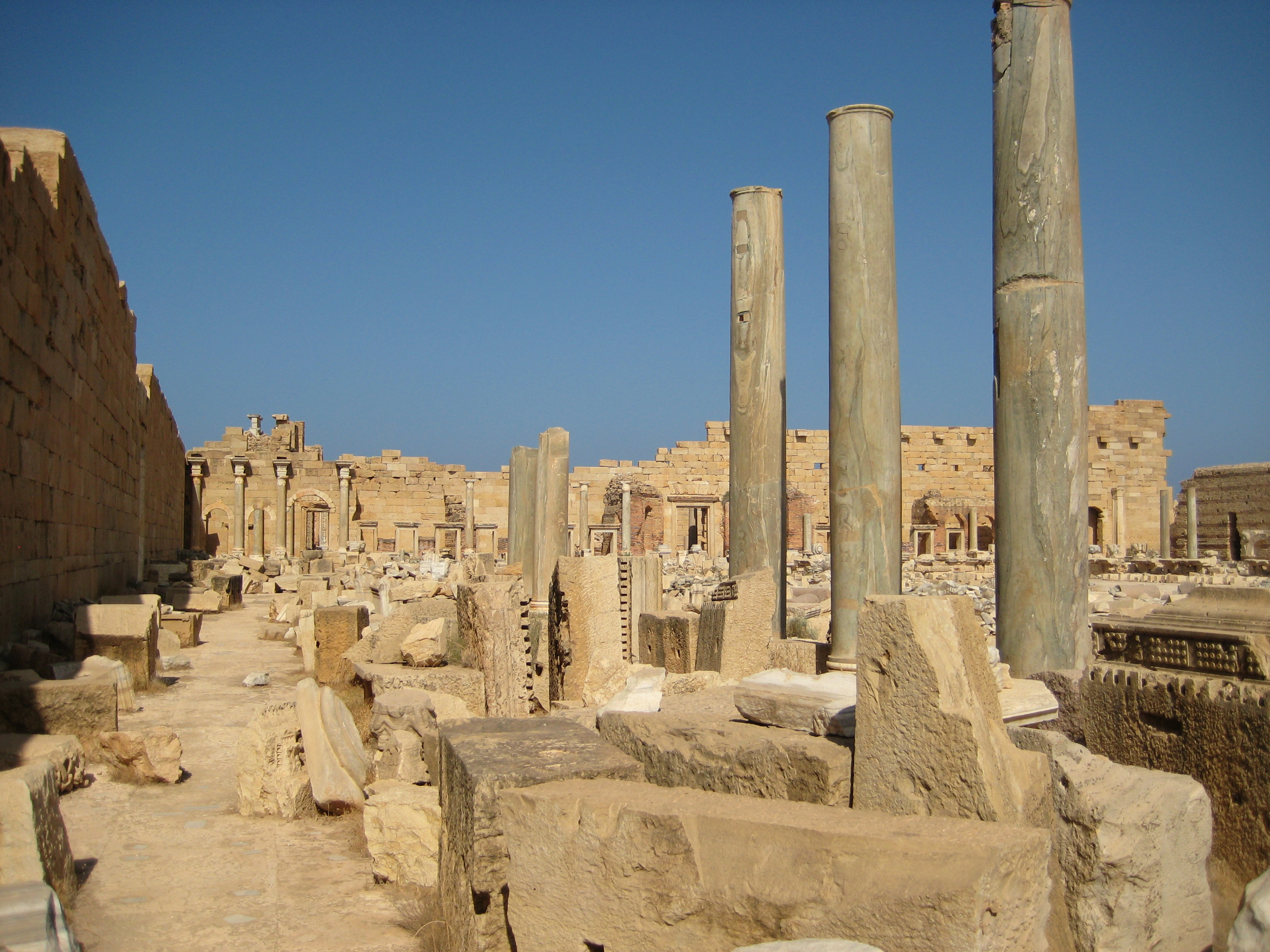
公共広場
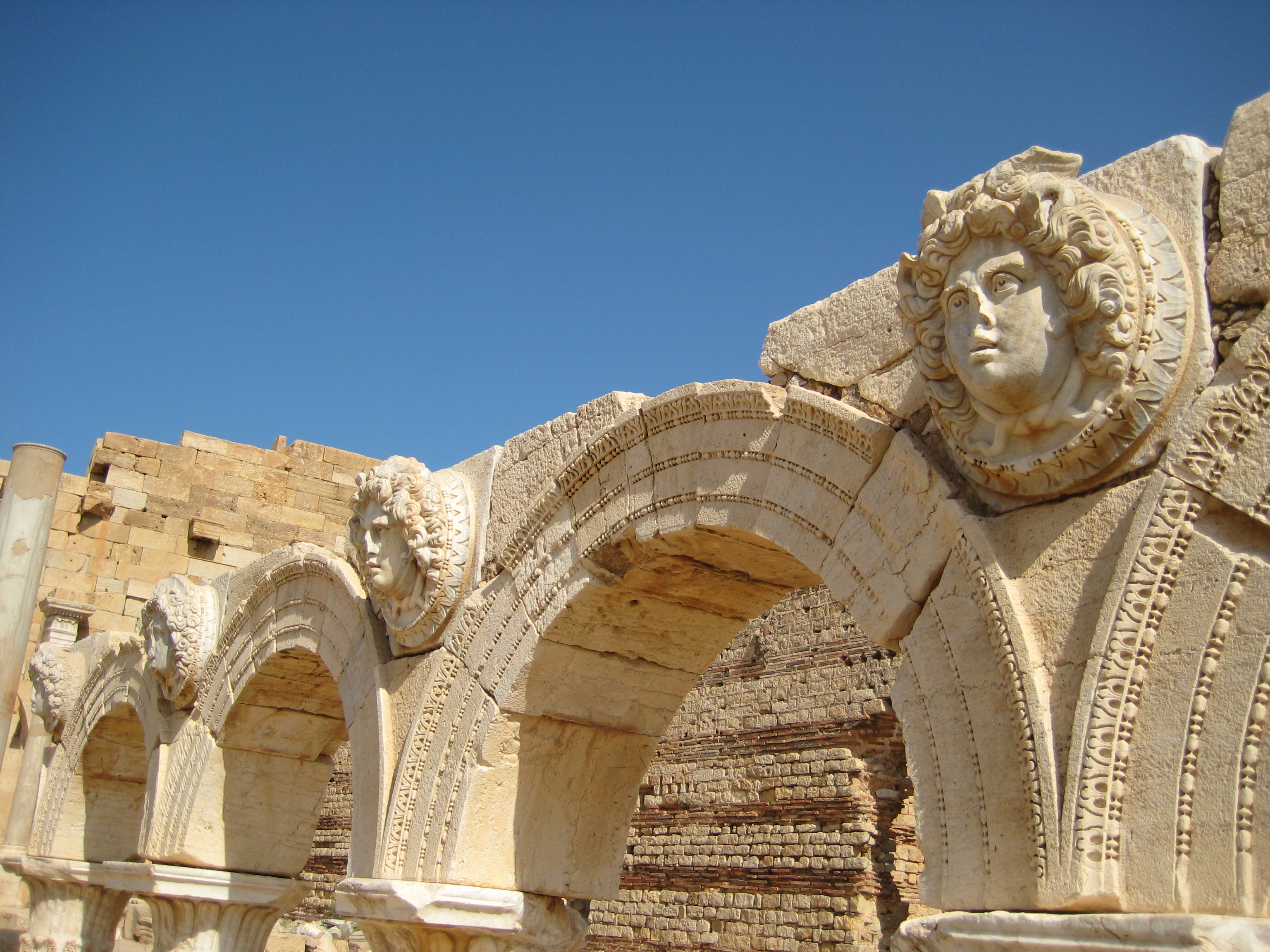
公共広場
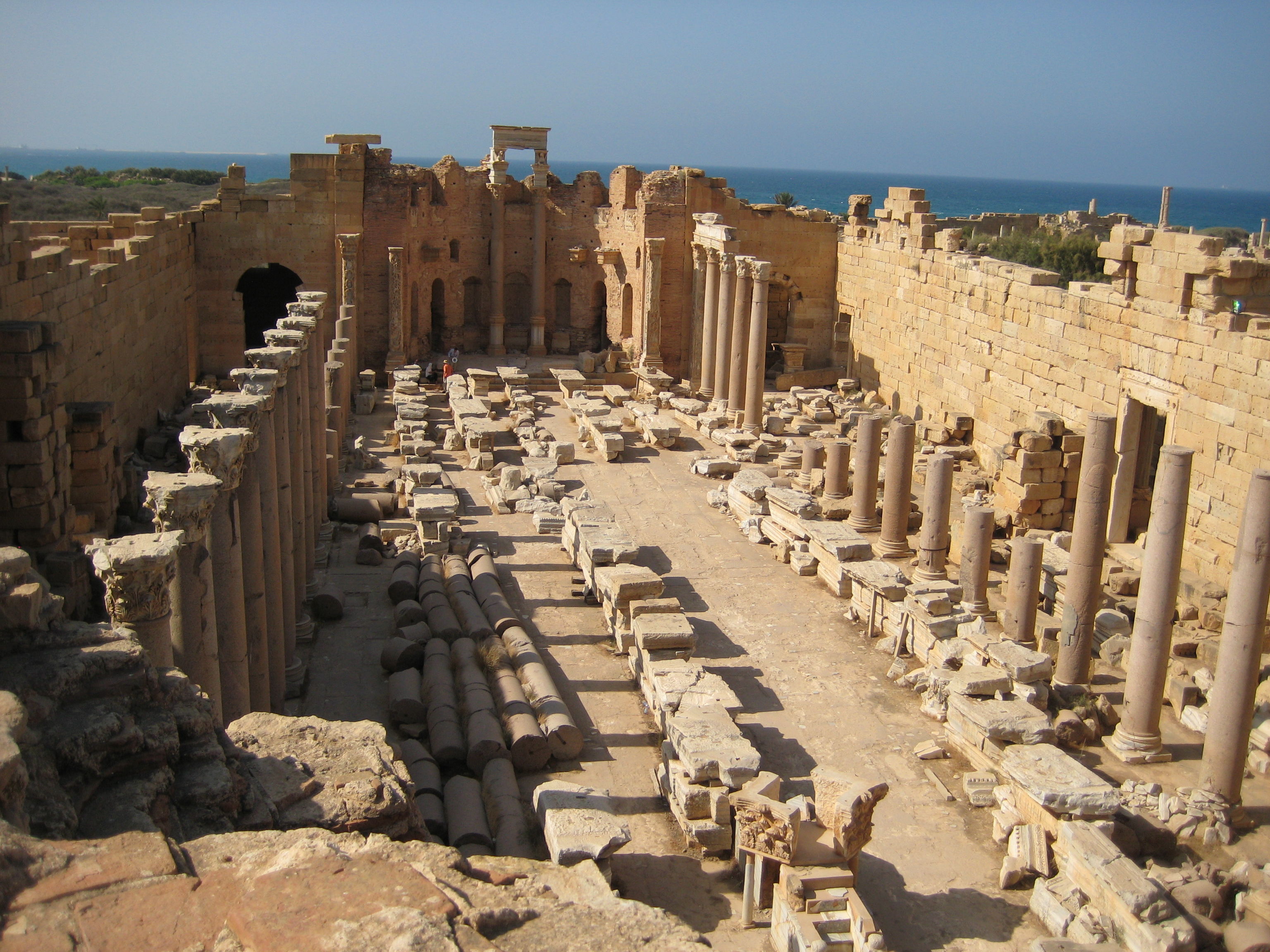
セウェルス朝のバシリカ